# Farrowia
Farrowia — рід грибів родини Chaetomiaceae. Назва вперше опублікована 1975 року.

## Класифікація
До роду Farrowia відносять 1 вид:
- Farrowia quercina